# Johnston (schlesisches Adelsgeschlecht)

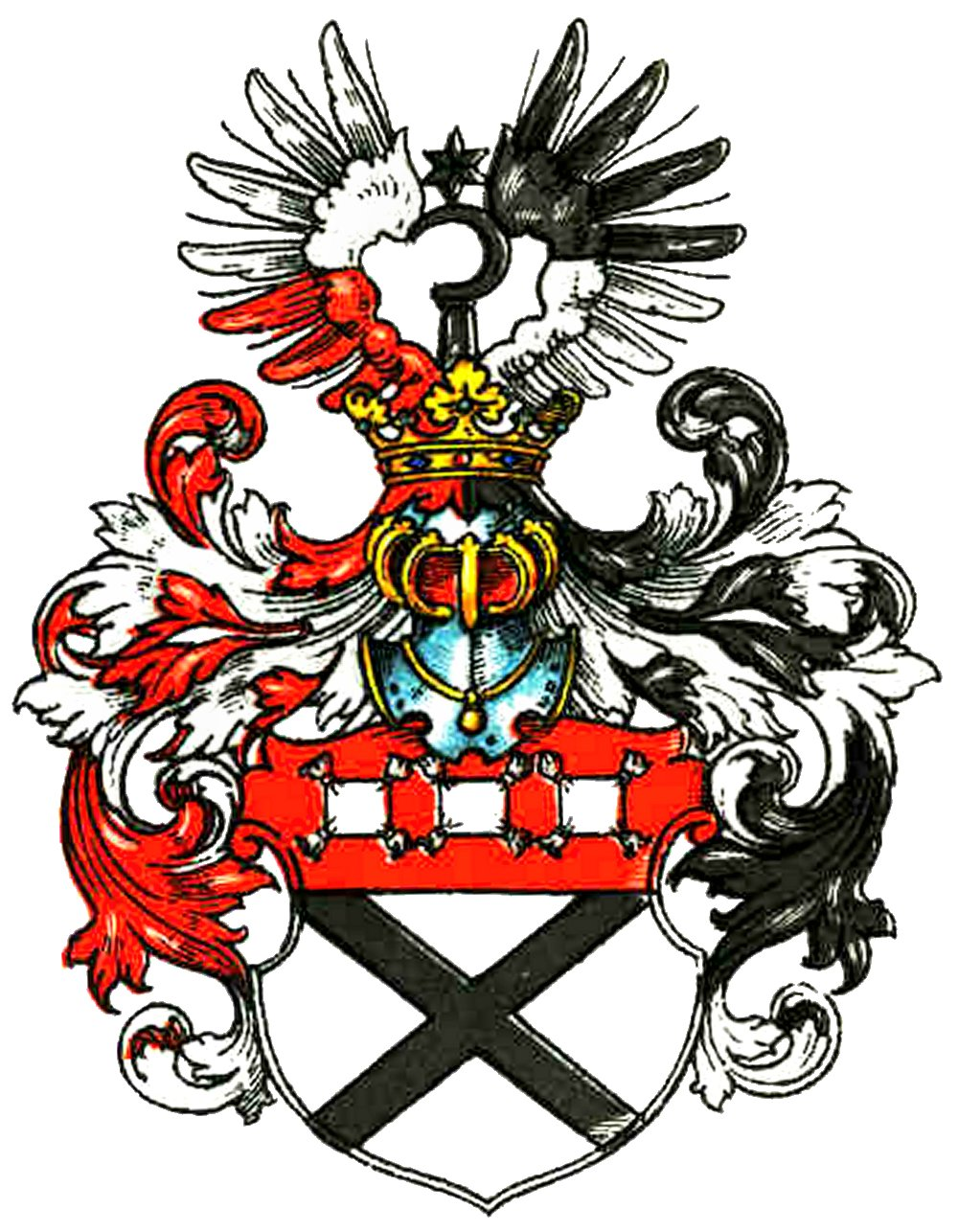
Wappen derer von Johnston

Johnston (auch Jonsten, bzw. Johnston und Kroegeborn) ist der Name eines ursprünglich aus Schottland stammenden und seit Mitte des 17. Jahrhunderts in Schlesien begüterten deutschen Adelsgeschlechts.

## Geschichte

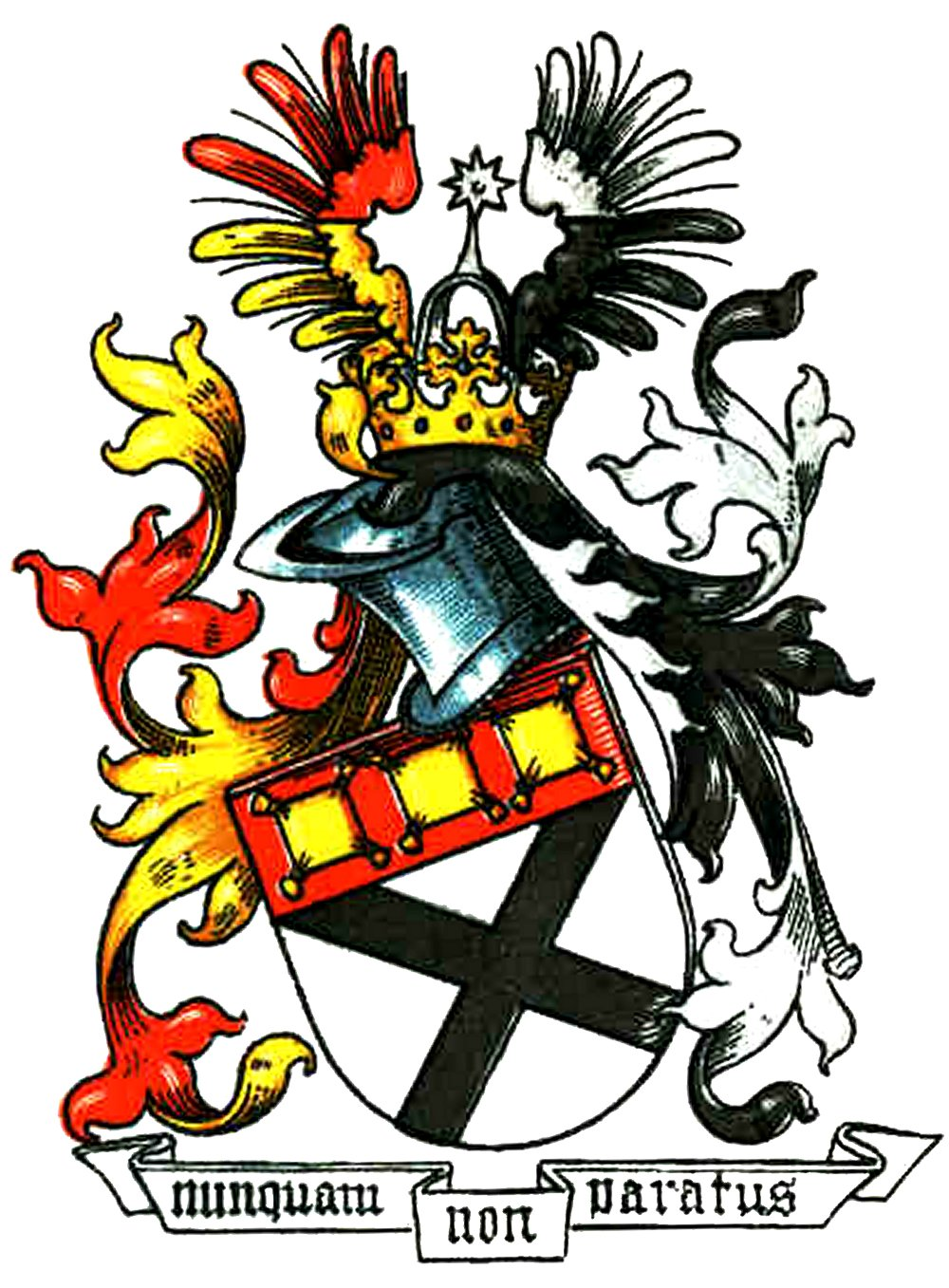
Wappen derer von Johnston und Kroegeborn

Wappen des Clans Johnstone

Das Geschlecht führt seine Abstammung auf das mit Gilbert de Johnston (Johnstoung) (urkundlich 1194–1240) auftretende schottische Uradelsgeschlecht gleichen Namens zurück. Der Familienname leitet sich von der Baronie Johnstone in der englischen Grafschaft Arundel ab. Die schlesischen von Johnston und Kroegeborn (nach Cragaborn in Schottland) sind u. a. Wappenverwandt mit den Earl of Annandale and Hartfell, den Marquess of Annandale und den Johnstone Baronets of Westerhall.
Die Stammreihe der schlesischen von Johonston und Kroegeborn beginnt mit Simon Johnston (1559–1617), der Ende des 16. Jahrhunderts mit seinen Brüdern als Glaubensflüchtling von Schottland nach Samter in Polen emigrierte, wo er 1601 Anna Becker heiratete. Von seinen Söhnen war John Johnston ein bedeutender europäischer Universalgelehrter, der nach einem mehrjährigen Studium im Ausland, 1625 in Lissa Hofmeister wurde. 1634 promovierte er an der Universität Leiden. 1652 kaufte er das Gut Ziebendorf bei Liegnitz, wo er auch starb. Sein Neffe Johann Johnston (1646–1695) war Herr auf Seiferdau und Weizenrodau bei Schweidnitz. Aus seiner Ehe mit Barbara von Fechler ging der Sohn Sebastian Rudolph von Johnston (1683–1756) hervor. Dieser war Herr auf Peterwitz bei Winzig und Ossig bei Lüben. Letzterer erhielt laut Diplom vom 18. Juni 1733 in Laxenburg vom Kaiser für sich und seine Nachkommen den böhmischen Ritterstand und damit verbunden das Inkolat in Schlesien. Um 1837 fungierte der Landrat Carl Sebastian Alexander von Johnston und Kroegeborn als Direktor der Fürstentümer-Landschaft Liegnitz-Wohlau. Am 1. April 1875 erfolgte die Gründung eines Familienverbandes, der alle zwei Jahre Familientage abhielt.

## Wappen
Blasonierung des Wappens von 1733: Geteilt, oben in Rot drei viereckige goldene Kissen mit goldenen Quasten, unten in Silber ein schwarzes Schrägkreuz. Auf dem Helm mit rechts rot-goldenen, links schwarz-silbernen Decken ein schwarzer Sporn zwischen offenem, rechts von Gold und Rot, links von Schwarz und Silber geteiltem Flug.

## Besitzungen (Auswahl)
- Niederrathen
- Ossig
- Peterwitz
- Sadewitz
- Seiferdau
- Weizenrodau
- Ziebendorf

## Persönlichkeiten
- Gustav von Johnston (1869–1933), deutscher Rittergutsbesitzer und Hofbeamter
- John Johnston (1603–1675), Arzt und europäischer Universalgelehrter